# Northerner
Der Northerner war eine Nachtzugverbindung zwischen Wellington und Auckland in Neuseeland. Der Zug mit den Zugnummern 227 (südwärts) und 626 (nordwärts) verkehrte vom 3. November 1975 bis zum 12. November 2004 als Ersatz vorheriger Nachtverbindungen ohne Namen.
Seit der Fertigstellung der Bahnlinie zwischen Auckland und Wellington (North Island Main Trunk) im Jahr 1908 gab es auf dieser Strecke bereits eine Nachtzugverbindung.
Die Vorgängerzüge wurden zunächst mit Dampf, dann ab 1971 mit diesel-elektrischen Lokomotiven der Baureihe DA betrieben. Vor dem Northerner selbst kamen dann Diesellokomotiven der Baureihe DX und in den 1990er Jahren der Baureihen DF bzw. DC zum Einsatz.
Das Wagenmaterial bestand aus umfangreich umgebauten und renovierten Wagen aus den Jahren 1937–1940. 3 Gepäckwagen aus dem Jahr 1960 wurden zu Speisewagen umgebaut. In den 1980er Jahren erfuhr das Wagenmaterial einige Änderungen, so wurden Wagen mit Klimaanlagen ausgerüstet und Wagen zu Aussichtswagen umgebaut, die am Zugschluss mitliefen.
Im Jahr 2004 wurde die Nachtzugverbindung mangels Auslastung eingestellt. Aufgrund der hohen Kosten für das Wagenmaterial, welches neu  zu beschaffen wäre, ist es fraglich, ob es in der Zukunft wieder eine Nachtzugverbindung auf der Strecke geben wird. 